# Stenocopia antarctica
Stenocopia antarctica är en kräftdjursart som beskrevs av Brady 1910. Stenocopia antarctica ingår i släktet Stenocopia och familjen Ameiridae. Inga underarter finns listade i Catalogue of Life.